# Percy Wenger
Percy Wenger (* 1918 in Winterthur; † 1992 in Küsnacht) war ein Schweizer Grafikdesigner, Plakatkünstler und Verleger. Wenger nahm eine Vorreiterrolle für die Verpackungskultur ein.

## Leben und Werk
Percy Wenger entwarf in den 1940er-Jahren in seinem Atelier in Zürich Signete für Firmen-, Waren- und Schutzmarken. Zudem gestaltete er Plakate u. a. für die Warenhäuser Oscar Weber und PKZ. Auch entwarf er werbetechnisch ganzheitliche Verpackungsgestaltungen. 1940 wurde sein Entwurf am Schweizerischen Wettbewerb für Warenverpackung ausgezeichnet.
Wenger veröffentlichte 1949 die erste von ihm verlegte Ausgabe von Tara, der Zeitschrift für moderne Verpackung. Als eine der ersten Zeitschriften dieser Art bediente Tara ein interessiertes Fachpublikum. 1957 schrieb Wenger die Schweizerische Verpackungsprämierung aus und präsentierte die ausgezeichneten Entwürfe zusammen mit dem Kunstgewerbemuseum Zürich in einer Ausstellung. Wenger gründete und leitete ab 1963 das Institut für visuelles Verpackungswesen (heute Schweizerisches Verpackungsinstitut (SVI)).
Wengers private Sammlung ging 1989 in die Kollektion von ca. 40'000 Objekten als Schenkung in die Sammlung des Museums für Gestaltung in Zürich über. 1994 wurde sein Lebenswerk mit der Ausstellung «Hüllen füllen. Verpackungsdesign zwischen Bedarf und Verführung» im Gewerbemuseum Zürich gewürdigt.